# Болозон
Болозон (фр. Bolozon) је насељено место у Француској у региону Рона-Алпи, у департману Ен (Рона-Алпи).
По подацима из 2011. године у општини је живело 92 становника, а густина насељености је износила 18,74 становника/km².

## Демографија
| 1962. | 1968. | 1975. | 1982. | 1990. | 2011. |
| ----- | ----- | ----- | ----- | ----- | ----- |
| 135   | 112   | 84    | 94    | 93    | 92    |